# Platyja flavimacula
Platyja flavimacula är en fjärilsart som beskrevs av Semper 1901. Platyja flavimacula ingår i släktet Platyja och familjen nattflyn. Inga underarter finns listade i Catalogue of Life.